# Überschwemmungen in Dili 2020
Das Hochwasser in Dili am Freitag, den 13. März 2020 betraf das Zentrum und den Osten der osttimoresischen Hauptstadt. Drei Personen wurden verletzt, eine starb. 200 Einwohner wurden obdachlos und mussten in Notunterkünften Zuflucht suchen. 300 weitere konnten die Unterkünfte bereits bis zum Montag wieder verlassen und in ihre Häuser zurückkehren. Insgesamt waren 2000 Familien mit 10.000 Menschen in 13 Sucos vom Hochwasser betroffen.

## Geschehen
Kurz vor 16 Uhr begannen starke Regenfälle. Die kleinen Flüsse Maloa und Bidau schwollen schnell an und rissen Baumsteine, Schlamm und Geröll von den Hügeln, wo illegale Bebauungen die Erosion beschleunigten. Das fortgeschwemmte Material verstopfte zusammen mit den großen Mengen an Müll in den Kanälen den Wasserabfluss, so dass zahlreiche Häuser in Dili überflutet wurden.
In der Escola Portuguesa Ruy Cinatti, nahe dem Friedhof Santa Cruz mussten Lehrer und hunderte Schüler vor den Wassermassen in den ersten Stock fliehen. In Becussi starb ein 16-jähriges Mädchen.

## Schäden

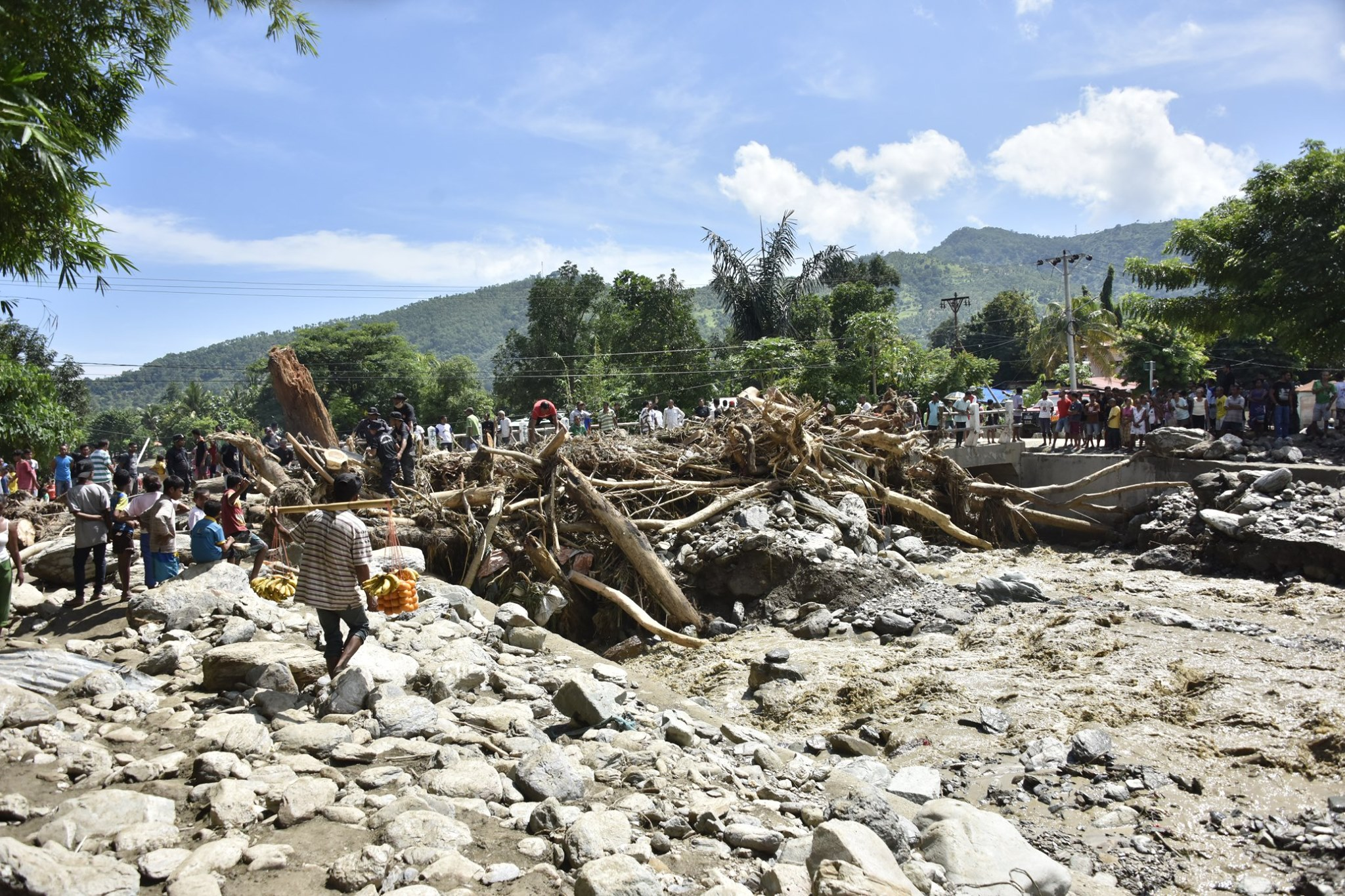
Schäden in Dili

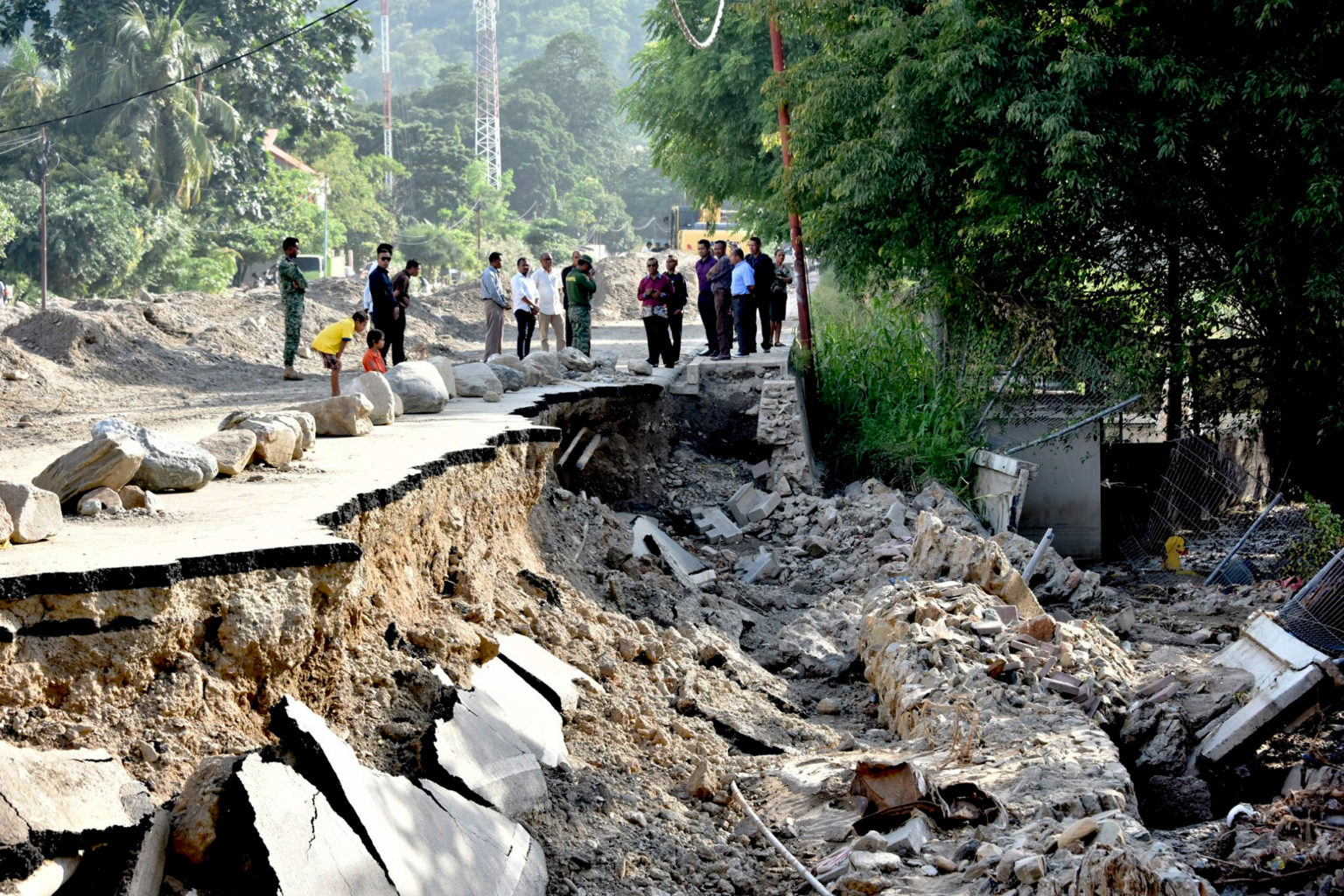
Schäden in Dili

Das Wasser zerstörte Häuser vor allem in den Stadtteilen Santa Cruz (2.100 Menschen betroffen), Becora (1.750), Bidau Santana (907), Bairro Pite (456), Balide, Hera (590 Familien), Bemori, Caicoli und Maloa. Auch der Präsidentenpalast stand unter Wasser. Neben der Escola Portuguesa wurden auch die Escola Secundária Geral 5 de Maio de Becora und die Escola do Ensino Básico Akanunu in Hera schwer beschädigt. Drei Räume der 5 de Maio mussten abgerissen werden. Kleinere Schäden gab es bei einer Schule in Camea. Die Regierung setzte Soldaten für die Aufräum- und Säuberungsarbeiten ein. Der zurückgebliebene Schlamm trocknete in der Sonne sehr schnell, was die Arbeiten erschwerte. Probleme bereiten die Flüsse, deren kanalisiertes Flussbett mit Sedimenten verstopft sind, dass weitere Überflutungen drohen.
Beim wenige Monate alten Park bei der Ponte B. J. Habibie brach die Uferbefestigung ein.
Neben Wohnhäusern wurden auch Betriebe in unterschiedlicher Stärke von den Wassermassen in Mitleidenschaft gezogen. Der Gesamtschaden wurde von der Regierung auf etwa 20 Millionen US-Dollar geschätzt.